# Zolote
Zolote (in ucraino: Золотé) è un centro abitato dell'Ucraina, situato nell'oblast' di Luhans'k. Dal giugno 2022 è de facto parte della Repubblica Popolare di Lugansk.